# Argyra shamshevi
Argyra shamshevi är en tvåvingeart som beskrevs av Selivanova och Negrobov 2006. Argyra shamshevi ingår i släktet Argyra och familjen styltflugor. Inga underarter finns listade i Catalogue of Life.